# تومي روبرتس
تومي روبرتس (بالإنجليزية: Tommy Roberts)‏ (28 يوليو 1927 بليفربول في المملكة المتحدة - 1 يناير 2001) هو لاعب كرة قدم بريطاني في مركزي الظهير والدفاع. لعب مع بلاكبيرن روفرز ونادي واتفورد ونادي تشستر سيتي.